# Прапор Овідіопольського району
Пра́пор Овідіопо́льського райо́ну — офіційний символ Овідіопольського району Одеської області, затверджений 15 травня 2003 року рішенням сесії Овідіопольської районної ради. Автором проекту прапора є Бондаренко П. В.

## Опис
На сайті районної ради прапор зображено наступним чином: прямокутне полотнище, що має співвідношення ширини до довжини 2:3, яке складається з двох горизонтальних смуг. Нижня смуга синя і вдвічі вужча за верхню. Верхня смуга по діагоналі поділена хвилястою смужкою на горішню від древка жовту та нижню білу; у куті білої смуги розміщено герб району.

## Інші версії

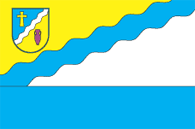
Інша версія прапора

Інші джерела наводять змінений варіант прапора, на якій верхня смуга поділена синьою хвилястою смужкою на горішню жовту і нижню білу, при цьому герб знаходиться на жовтій смузі. Сам герб являє собою іспанський щит, скошений ліворуч срібною хвилястою пов'язкою. У верхньому лазуровому полі знаходиться золотий козацький хрест, в нижньому, золотому, розташована пурпурова амфора для зберігання вина.